# Shabab
Shabab ist ein österreichischer Rapper aus Wien.

## Leben
Shabab stammt aus Meidling. Er begann bereits in jungen Jahren zu rappen, konnte sich aber auf Grund von Geldsorgen nicht genügend auf seine Karriere konzentrieren. Eine Zeitlang schlug er sich als Kleinkrimineller durch. Später versuchte er sich als Bürokaufmann und arbeitete in München. Später entschied er, sich auf seine Musikkarriere zu konzentrieren. Er nahm an der 5. Staffel des deutschen Rap-Formats Icon auf YouTube teil und konnte die Staffel gewinnen. Auf Instagram folgten ihm Anfang 2024 mehr als 130.000 Fans. Auf Spotify gelang es ihm, etwa 1,4 Millionen monatliche Zuhörer zu finden.
Großen Erfolg feierte er in zusammen mit anderen Rappern und Musikern, darunter der Musikerin Lune, mit der er 2025 seinen bislang größten Charterfolg feierte. Die zweite gemeinsame Single Delale erreichte Platz 17 der deutschen Charts. Bereits 2024 hatten die beiden die gemeinsame Single Nur du veröffentlichte, die 2024 Platz 31 erreichte. Weitere Zusammenarbeiten hatte er mit Amo, Kurdo, Made und AK Ausserkontrolle.

## Diskografie
Singles

| Jahr | Titel Album   | Höchstplatzierung, Gesamtwochen, AuszeichnungChartplatzierungen (Jahr, Titel, Album, Platzierungen, Wochen, Auszeichnungen, Anmerkungen) | Höchstplatzierung, Gesamtwochen, AuszeichnungChartplatzierungen (Jahr, Titel, Album, Platzierungen, Wochen, Auszeichnungen, Anmerkungen) | Höchstplatzierung, Gesamtwochen, AuszeichnungChartplatzierungen (Jahr, Titel, Album, Platzierungen, Wochen, Auszeichnungen, Anmerkungen) | Anmerkungen                                                                                   |
| Jahr | Titel Album   | DE | AT | CH | Anmerkungen                                                                                   |
| ---- | ------------- | --- | --- | --- | --------------------------------------------------------------------------------------------- |
| 2023 | Koka shem –   | DE37 (6 Wo.)DE | AT42 (4 Wo.)AT | CH99 (1 Wo.)CH | Erstveröffentlichung: 14. Dezember 2023 mit Bayor x Rasa x Skandal x Bare (aus ICON 5)        |
| 2024 | A la carte –  | DE39 (6 Wo.)DE | AT40 (6 Wo.)AT | CH70 (2 Wo.)CH | Erstveröffentlichung: 21. Dezember 2023 mit Made x Rasa (aus ICON 5)                          |
| 2024 | Generation –  | DE40 (6 Wo.)DE | AT31 (6 Wo.)AT | CH68 (3 Wo.)CH | Erstveröffentlichung: 21. Dezember 2023 mit Made x Baré x Azu x Bayor x Biggie68 (aus Icon 5) |
| 2024 | NuR Du :/ –   | DE31 (5 Wo.)DE | AT45 (1 Wo.)AT | CH59 (1 Wo.)CH | Erstveröffentlichung: 1. März 2024 mit Lune                                                   |
| 2024 | Wahh Qzeng –  | DE81 (1 Wo.)DE | — | — | Erstveröffentlichung: 11. Oktober 2024 mit Kurdo                                              |
| 2024 | Harbi Kurdi – | DE61 (1 Wo.)DE | — | — | Erstveröffentlichung: 7. November 2024 mit Berdo, Kurdo, AK Ausserkontrolle, Kardo und Volo   |
| 2025 | Delale –      | DE17 (… Wo.)DE | AT28 (… Wo.)AT | CH59 (… Wo.)CH | Erstveröffentlichung: 13. Februar 2025 mit Lune                                               |

Weitere Singles
- 2021: Flim
- 2021: 4 am (mit Ale Valegcy)
- 2021: C.C.P.P. (mit Abruzzi & Adinho)
- 2021: Besser nicht (mit Metyy)
- 2021: Antarktis
- 2020: V-Drill
- 2021: Grey Goose
- 2021: Durch mein Ghetto
- 2022: Fantasie
- 2022: Vakuumpaket
- 2022: V-Drill 2 (mit Vatra, Souze, Metyy & Kafa Cash)
- 2022: Napoli
- 2023: RS Coupé (mit Made)
- 2023: Banlieue (mit Ilir13)
- 2023: Gefangen (mit Made, Biggie68, Azu & Baré)
- 2023: Scooter
- 2023: Maria (mit Made, Azu & Vito)
- 2023: Mi Amor (mit Made, Azu & 29 Seconds)
- 2023: Akhe
- 2023: Ma Bae (mit Made & Biggie68)
- 2023: Sonnentanz (mit Made, Baré & Bayor)
- 2023: Festpreis (mit Made & Cali)
- 2023: Niagara (Mit Made)
- 2024: Weg von ihr (mit Made)
- 2024: Ohne dich
- 2024: LL (mit Made, Biggie68, Skandal, Infinit & Cali)
- 2024: Pull Up (Mit Made & Baré)
- 2024: 100 Mann (100K) (mit Kardo & X Wave)
- 2024: Pitaya
- 2024: Macarena
- 2024: Caliente (mit Zuna)
- 2024: 600 PS Flow (mit Sukh Cess & giuzzybeatz)
- 2024: AK47 (mit Avie)
- 2024: Tkü (mit Avie)
- 2024: Du fragst wieso? (mit Gringo)
- 2024: Lala (mit Gringo)
- 2024: Plus plus (mit Soufian & Sott)
- 2024: Ballon d’Or (mit Baré, Rasa, Skandal, Bayor & Kenan)
- 2024: La Hayat
- 2025: Pardone